# Cyklopentadienon

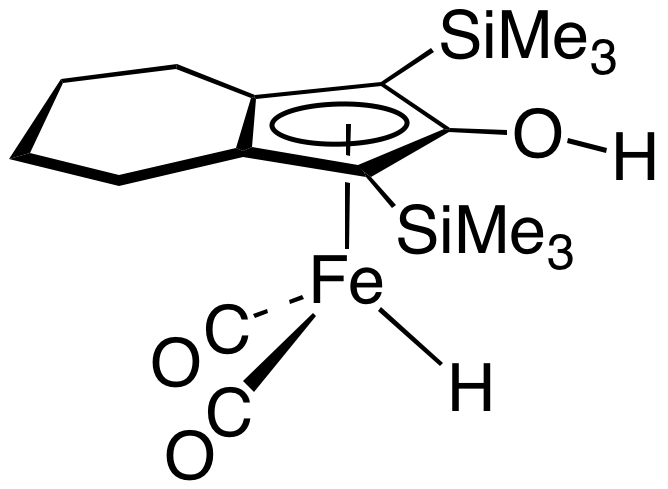
Knölkerův komplex, odvozený od substituovaného cyklopentadienonu, má využití jako katalyzátor přenosových hydrogenací.

Cyklopentadienon je organická sloučenina se vzorcem C5H4O. Samotný cyklopentadienon nemá využití, jelikož se rychle dimerizuje, je ale popsáno několik jeho derivátů, například tetrafenylcyklopentadienon. Deriváty cyklopentadienonu se používají v organokovové chemii jako ligandy.

## Příprava
Cyklopentadienon je možné připravit fotolýzami či pyrolýzami řady látek, například 1,2-benzochinonu, a následnou matricovou izolací v pevném argonu při 10 K. Při zahřátí nad 38 K se dimerizuje.